# Liste des monuments historiques de Saint-Pierre-et-Miquelon
Cet article recense les monuments historiques de Saint-Pierre-et-Miquelon, archipel français au large de l'île canadienne de Terre-Neuve.

## Généralités
Au 21 juillet 2025, Saint-Pierre-et-Miquelon compte 16 édifices comportant au moins une protection au titre des monuments historiques dont quatorze sont classés.

## Liste
| Monument                                              | Commune           | Adresse                             | Coordonnées                         | Notice         | Protection | Date             | Illustration                                         |
| ----------------------------------------------------- | ----------------- | ----------------------------------- | ----------------------------------- | -------------- | ---------- | ---------------- | ---------------------------------------------------- |
| Église Notre-Dame-des-Ardilliers de Miquelon          | Miquelon-Langlade | 4 place des Ardilliers              | à géolocaliser                      | « PA97500001 » | classé     | 11 avril 2011    | Église Notre-Dame-des-Ardilliers de Miquelon         |
| Phare de Cap-Blanc                                    | Miquelon-Langlade |                                     | 47° 06′ 18″ nord, 56° 23′ 56″ ouest | « PA97500011 » | classé     | 29 octobre 2012  | Phare de Cap-Blanc                                   |
| Phare de Pointe-Plate                                 | Miquelon-Langlade |                                     | 46° 49′ 20″ nord, 56° 24′ 09″ ouest | « PA97500012 » | classé     | 29 octobre 2012  | Phare de Pointe-Plate                                |
| Cathédrale Saint-Pierre                               | Saint-Pierre      | 1 place Monseigneur-François-Maurer | 46° 46′ 53″ nord, 56° 10′ 20″ ouest | « PA97500014 » | classé     | 18 février 2020  | Cathédrale Saint-Pierre                              |
| Forge Lebailly                                        | Saint-Pierre      | rue du Commerce                     | 46° 46′ 43″ nord, 56° 10′ 30″ ouest | « PA97500002 » | classé     | 16 mars 2011     | Image manquante Téléverser                           |
| Magasin à sel                                         | Saint-Pierre      | port de Saint-Pierre                | 46° 46′ 29″ nord, 56° 10′ 25″ ouest | « PA97500013 » | classé     | 13 octobre 2015  | Image manquante Téléverser                           |
| Maison de Saint-Pierre Animation                      | Saint-Pierre      | île aux Marins                      | 46° 47′ 04″ nord, 56° 09′ 05″ ouest | « PA97500003 » | inscrit    | 24 mai 2011      | Image manquante Téléverser                           |
| Maison Girardin (Maison du pêcheur ou maison à Jules) | Saint-Pierre      | Pointe à Philibert                  | 46° 46′ 30″ nord, 56° 09′ 34″ ouest | « PA97500015 » | classé     | 18 février 2020  | Maison Girardin(Maison du pêcheur ou maison à Jules) |
| Maison Grise                                          | Saint-Pierre      | île aux Marins                      | 46° 47′ 05″ nord, 56° 09′ 00″ ouest | « PA97500004 » | inscrit    | 24 mai 2011      | Image manquante Téléverser                           |
| Saline Morel                                          | Saint-Pierre      | île aux Marins                      | 46° 47′ 09″ nord, 56° 09′ 05″ est   | « PA97500005 » | classé     | 24 mai 2011      | Image manquante Téléverser                           |
| Lavoir de l'Île-aux-Marins                            | Saint-Pierre      | île aux Marins                      | 46° 46′ 59″ nord, 56° 08′ 59″ ouest | « PA97500006 » | classé     | 12 juillet 2011  | Lavoir de l'Île-aux-Marins                           |
| Église Notre-Dame-des-Marins                          | Saint-Pierre      | île aux Marins                      | 46° 47′ 03″ nord, 56° 08′ 59″ ouest | « PA97500007 » | classé     | 12 juillet 2011  | Église Notre-Dame-des-Marins                         |
| Presbytère de l'église Notre-Dame-des-Marins          | Saint-Pierre      | île aux Marins                      | 46° 47′ 01″ nord, 56° 09′ 00″ ouest | « PA97500008 » | classé     | 12 juillet 2011  | Image manquante Téléverser                           |
| Hôtel de ville de l'Île-aux-Marins                    | Saint-Pierre      | île aux Marins                      | 46° 47′ 03″ nord, 56° 08′ 58″ ouest | « PA97500009 » | classé     | 12 juillet 2011  | Image manquante Téléverser                           |
| Maison Jézéquel                                       | Saint-Pierre      | île aux Marins                      | 46° 47′ 11″ nord, 56° 09′ 01″ ouest | « PA97500010 » | classé     | 16 mai 2014      | Image manquante Téléverser                           |
| Site archéologique de l'Anse-à-Henry                  | Saint-Pierre      | Pointe à Henry                      | 46° 48′ 56″ nord, 56° 09′ 59″ ouest | « PA97500016 » | classé     | 1er juillet 2021 | Image manquante Téléverser                           |